# Memorial 40-45 Kapelle
Memorial 40-45 Kapelle is een historisch museum in Kapelle in Zeeland. Het museum toont de geschiedenis van de Franse strijdkrachten die in Nederland, en in Zeeland in het bijzonder, in de Tweede Wereldoorlog tegen de Duitse troepen hebben gevochten. Tevens wordt aandacht gegeven aan de geschiedenis en ontwikkeling van het Franse militaire Ereveld in Kapelle, waar gesneuvelde Franse militairen begraven zijn en herdacht worden.

## Museum
Aan de hand van de collectie wordt verhaald hoe in de meidagen van 1940 en in de oorlogsjaren daarna, Franse militairen op Nederlandse bodem hebben gevochten. Van hen zijn er ruim 600 gesneuveld. In het bijzonder krijgt hierbij de strijd in Zeeland de aandacht. Op het Franse Ereveld in Kapelle liggen 229 van deze militairen begraven en op het monument aldaar staan de namen vermeld van de ruim 600 gesneuvelden. Ook worden in het museum aan de hand van brieven en voorwerpen de persoonlijke verhalen verteld van verschillende Franse soldaten en van de mensen uit het dorp Kapelle die hen hebben gekend. Daarnaast wordt aandacht gegeven aan de opmerkelijke geschiedenis van het Franse Ereveld. Doel daarvan is de bezoekers tot nadenken te stemmen en te leren van het verleden, om zo bij te dragen aan een vreedzame toekomst.

## Geschiedenis
Initiatiefnemer Andries Looijen uit Kapelle had in 2011 een collectie voorwerpen verkregen, waarin verschillende Zeeuwse verhalen uit de periode 1940-1945 samenkwamen. Een groot deel van de collectie is opgebouwd door Minus Goud uit Krabbendijke, die door de jaren heen verschillende uniformen, helmen, wapens en medailles heeft verzameld. Na diens overlijden in 2010 heeft Andries Looijen alles overgenomen en de collectie aangevuld met nieuw materiaal, waaronder steeds meer Franse voorwerpen. Hij heeft toen de boerenschuur bij zijn toenmalige woning omgebouwd tot museum. Om de expositieruimte open te kunnen stellen voor publiek heeft hij op 1 november 2012 Stichting Vitality opgericht en het museum eveneens de naam Vitality gegeven. Deze naam is ontleend aan Operatie Vitality, die als onderdeel van de Slag om de Schelde was gericht op de bevrijding van Zuid-Beveland. In 2019 werd de naam van het museum veranderd in Memorial 40-45 Kapelle. In het jaar daarna, in februari 2020, is het museum verhuisd naar de huidige (tijdelijke) locatie in Kapelle en vanaf dat moment werd ook het nabijgelegen Franse Ereveld in de rondleidingen opgenomen.
Sinds 2019 is het museum in toenemende mate aandacht gaan geven aan educatie, waarbij scholen op bezoek komen en kennis maken met de vele aspecten van de Tweede Wereldoorlog. Daarnaast wordt vanuit het museum onderzoek verricht om zoveel mogelijk aan de soldaten die op de Franse begraafplaats zijn begraven een gezicht te geven (project Faces to Graves). Elk jaar organiseert het museum in samenwerking met de gemeente Kapelle in mei de officiële herdenkingsweek Toujours Kapelle, waarin alle activiteiten (waaronder kranslegging en bezoek ambassadeur Frankrijk) in het teken staan van de rol van de Franse strijdkrachten in Nederland in de Tweede Wereldoorlog en van de relatie met het hedendaagse Frankrijk.
Omdat de collectie steeds groter wordt en ook vaker groepen op bezoek komen, is het voornemen om vlak bij het Franse Ereveld een groter museum te bouwen.